# Station Rottweil
Station Rottweil is een spoorwegstation in de Duitse plaats Rottweil. Het station werd in 1868 geopend.